# John Cooke
John Patrick Cooke (født 9. april 1937 i Ansonia, Connecticut, død 26. december 2005 i Ridgefield, Connecticut) var en amerikansk roer og olympisk guldvinder, født i Connecticut.

## Sportskarriere
Cooke spillede amerikansk fodbold, mens han gik i skole. Da han begyndte på Yale University, begyndte at dyrke roning og kom med i skolens otter. Yale-otteren repræsenterede USA ved OL 1956 i Melbourne, hvor amerikanerne var favoritter, da amerikanske ottere havde vundet guld ved alle de olympiske lege, de havde stillet op i. I indledende runde blev de dog kun nummer tre og måtte i opsamlingsheat, som de så vandt sikkert, og i semifinalen vandt de også, inden de i finalen først gik i spidsen lidt efter midtvejspunktet i løbet. Ulig finalerne i tidligere lege lykkedes det ikke amerikanerne at trække afgørende fra mod slutningen, og selv om  de vandt, var canadierne blot et par sekunder efter på andenpladsen, mens australierne fik bronze, yderligere et par sekunder bagud. Besætningen i den amerikanske båd bestod ud over Cooke af Dave Wight, Tom Charlton, Don Beer, Charles Grimes, Rusty Wailes, Bob Morey, Caldwell Esselstyn og styrmand William Becklean. Der deltog i alt 10 både i konkurrencen.

## Videre karriere
Cooke studerede jura, hvorpå han kom ind i US Marine Corps, hvor han gjorde tjeneste i en årrække i Asien. Resten af sit liv arbejdede han i et luftfartsfirma, og han blev desuden lokalpolitiker, lige som han i en periode var ungdomstræner i amerikansk fodbold.

## OL-medaljer
- 1956:  Guld i otter